# Dreadnought-klass (ubåt)
Dreadnought-klassen är den framtida ersättaren för Vanguard-klassen av strategiska ubåtar i Royal Navy. Liksom sina föregångare kommer de att bära den interkontinentala ballistiska roboten Trident II D-5.
Den fick preliminärt namnet "Successor", men 2016 tillkännagavs att klassens namn skulle vara Dreadnought-klassen.

## Bakgrund

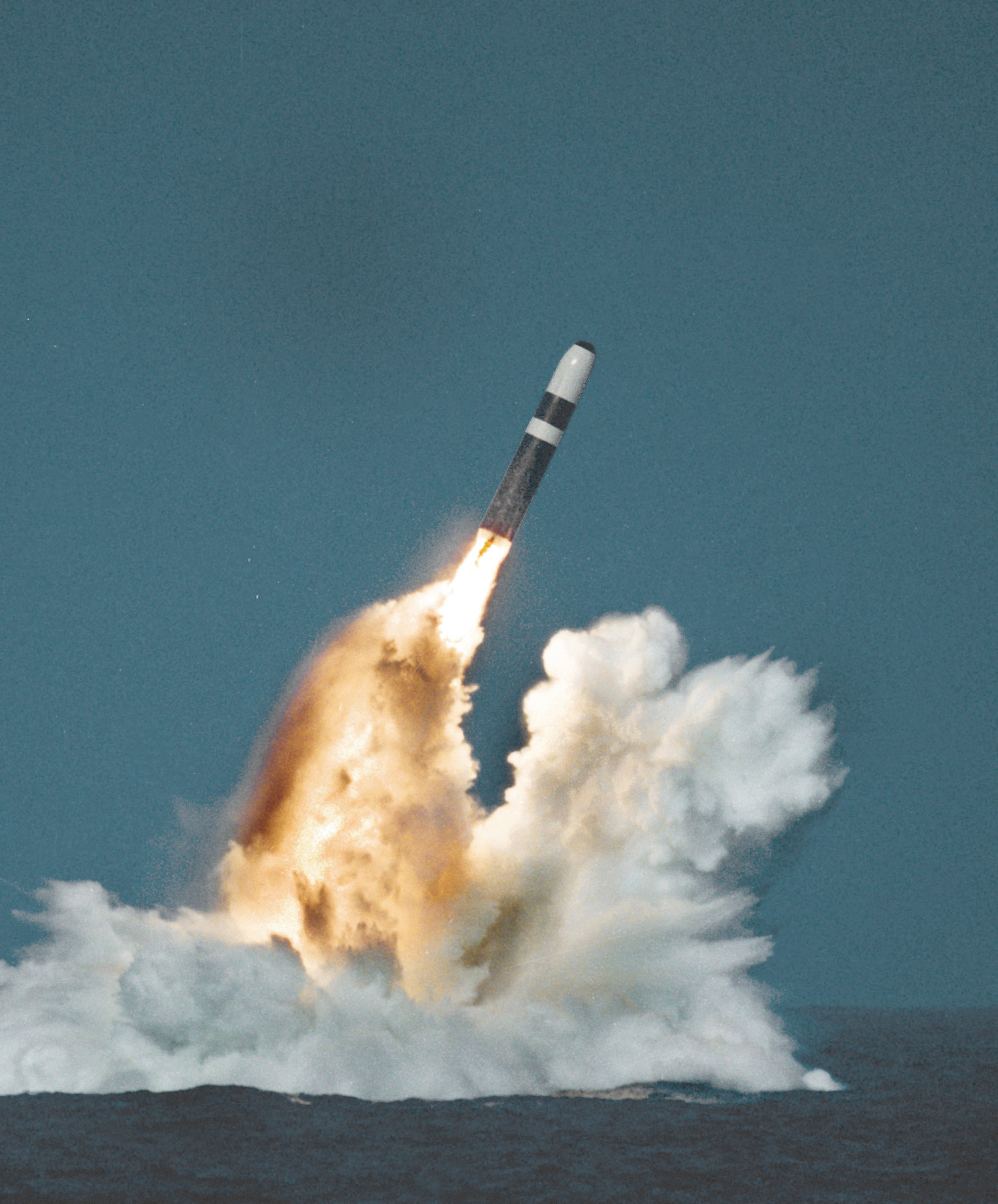
En Trident robot avfyras från undervattensläge.

Sedan den sista kärnvapenbomben WE.177 från Royal Air Force togs ur bruk 1998 har den brittiska kärnvapenarsenalen varit helt ubåtsbaserad. Syftet är att avskräcka en potentiell fiende eftersom de inte kan garantera att hela Storbritanniens kärnvapenstyrka elimineras i ett första anfall om en ubåt med ballistiska robotar förblir oupptäckt.
Sedan bestämmelsen i Strategic Defence Review (SDR) 1998 har Storbritannien haft ett lager med cirka 215 stridsspetsar, varav cirka 120 är aktiva (användbara). Inom ramen för den kontinuerliga avskräckningspolitiken till sjöss har minst en Vanguard-klass ubåt hållits på patrull med upp till 16 Trident-robotar med upp till 48 stridsspetsar vid varje given tidpunkt. SDR ansåg att detta var det minsta antal stridsspetsar som var tillräckligt för avskräckning. Systemet kallas gemensamt för Trident-systemet. Större delen av detta system är baserat i Skottland vid HMNB Clyde, där Vanguard-ubåtarna ligger i Faslane, och vid RNAD Coulport vid Loch Long. Den äldsta ubåten av Vanguard-klassen hade förväntats vara i tjänst fram till 2019 utan ombyggnad. Enligt både Strategic Defence and Security Review 2010 och Strategic Defence and Security Review 2015 kommer det totala antalet stridsspetsar för ubåten på patrull att vara 40 och det maximala totala antalet ballistiska robotar kommer att vara 8.

## Beslut
I maj 2011 godkände regeringen den inledande utvärderingsfasen för de nya ubåtarna och godkände inköp av varor med lång ledtid, inklusive stål till skroven. I maj 2015 vann det konservativa partiet det brittiska parlamentsvalet på ett manifest som innehöll ett åtagande att införskaffa fyra Successor-ubåtar. Det slutgiltiga beslutet att påbörja Successor-programmet godkändes 18 juli 2016 när underhuset röstade för att förnya Trident med 472 röster mot 117. Successor skapade kontroverser på grund av dess kostnad, och eftersom vissa politiska partier och kampanjgrupper som Campaign for Nuclear Disarmament (CND) och Trident Ploughshares motsätter sig att Storbritannien behåller Trident-systemet eller några kärnvapen alls av moraliska eller ekonomiska skäl.

## Konstruktion
Bygget inleddes i slutet av 2016 på varvet i Barrow-in-Furness som drivs av BAE Systems Submarines, och den första ubåten förväntades preliminärt tas i bruk 2028. Byggstarten av den andra fasen tillkännagavs i maj 2018. Från och med 2018 förväntar sig försvarsministeriet att den första ubåten ska tas i bruk i början av 2030-talet. Den totala programkostnaden förväntas bli 31 miljarder pund.
Ubåtarna kommer att ha en planerad livslängd på 35-40 år, vilket är en ökning med cirka 50% jämfört med den tidigare klassen.
Försvarsministeriet sa i december 2018 att byggandet av den första ubåten ej var försenad och låg inom budget. I april 2021 rapporterade Sunday Times att förseningar av ubåtarna i Astute-klassen kan påverka Dreadnought-klassen, som kommer att byggas på samma anläggningar. Relaterade bekymmer är en 19 månaders försening av en utbyggnad av Barrow-anläggningen och en femårig försening av en Rolls-Royce-fabrik som ska bygga kärnreaktorerna.

## Ubåtar i klassen
| Namn           | Varv                                      | Påbörjad       | Sjösatt | Färdigställd                          | Status             |
| -------------- | ----------------------------------------- | -------------- | ------- | ------------------------------------- | ------------------ |
| Dreadnought    | BAE Systems Submarines, Barrow-in-Furness | 6 oktober 2016 |         | Förväntat att ske på tidigt 2030-tal. | Under konstruktion |
| Valiant        | BAE Systems Submarines, Barrow-in-Furness | september 2019 |         |                                       | Under konstruktion |
| Warspite       | BAE Systems Submarines, Barrow-in-Furness | september 2022 |         |                                       | Under konstruktion |
| King George VI | BAE Systems Submarines, Barrow-in-Furness |                |         |                                       | Annonserad         |